# Xylocopa tranquebarorum
Xylocopa tranquebarorum là một loài Hymenoptera trong họ Apidae. Loài này được Swederus mô tả khoa học năm 1787.